# GOGO競馬サンデー! (CBCラジオ)
GOGO競馬サンデー!（ゴーゴーけいばサンデー!）は、CBCラジオ（旧・中部日本放送）が制作する競馬中継。

## 概要
CBCラジオでは『GOGO競馬サンデー!』の前身、『毎日放送日曜競馬』→『サンデー競馬中継 みんなの競馬』時代から、MBSラジオ（旧・毎日放送）制作の競馬中継（GIレースおよび関西圏で開催されるGII以下のレース、以下「MBS版」と略記）のうち15時台をネットする。ただし、CBCラジオの地元にある中京競馬場が中央競馬の第3場に当たる時期（毎年3月、12月）には、CBCラジオが制作を担当する（メインレースを中継、準メインレースも録音中継）。関東主場メインレースについてはGIであればMBSラジオ制作の実況をそのままネット、GII以下はニッポン放送（『日曜競馬ニッポン』→『日曜のへそ』内包）制作の実況をMBS経由でネット受けする。
ちなみに、「みんなの競馬」時代には、MBSラジオ版と区別するため「CBC制作みんなの競馬」というタイトルコールを使っていた。現タイトルになってからは、オープニングのタイトルコールとテーマ曲はMBS版のネット時と共通で、番組中では「CBCラジオ制作 GOGO競馬サンデー!」と実況アナウンサーやアシスタントがタイトル名をコールすることがある。
中京競馬場が中央競馬の主場になる7月下旬～8月下旬や京都・阪神競馬場の代替開催となる場合は、MBSラジオが制作しCBCラジオはネット受けとなる。ただし、プロ野球中日ドラゴンズの試合がデーゲームの場合には、プロ野球中継『ドラゴンズサンデー』が優先となり当番組は休止となる。GIレースの開催日と重なる場合には、野球中継を中断したうえで当該レースの実況を挿入する。過去には、全週差し替えられた年もあった。

また、第3場開催でも中日ドラゴンズのセ・リーグ公式戦（主に開幕カード）と重なった場合は、野球中継が中止になった場合でも自社制作は行わず、MBS制作分をそのまま放送する。この場合、中京競馬場のレースは後述の重賞ならびにWIN5発売対象レースのみ、MBSから実況アナウンサーを派遣する形で対応する。プロ野球オープン戦と重なった場合は、野球をテレビのみの放送として、ラジオでは通常通り競馬中継を自社制作することがある。
一方、GIチャンピオンズカップを除く第3場開催での重賞レースのうち、CBCラジオが実況を担当する中継はMBSラジオとラジオ日本（RF、『日曜競馬実況中継』）にネットする。なおMBSラジオに対しては2011年4月以降、中京開催のメインレースがWIN5発売対象となった場合は重賞でなくてもネットするようになった。

またRFラジオ日本には2009年までと2024年にGI高松宮記念をネットした。2007年までは5・6月に主場を開催した場合に、CBCラジオ制作分のメインレース・最終レースの実況を裏送りで放送していた（現在は日曜日のメインレースでラジオ大阪制作、それ以外のレースでMBS制作の実況をネットをする）。

## 進行
- 高田寛之 - 1993年入社。
- 早川敦子 - フリー（タレントオフィスともだち所属）。

2013年12月開催から
過去の進行
- 青木まな - 2000年入社。2012年3月3日、2013年3月10日のみ担当。
- 氏田朋子 - 2007年入社。当番組では2012年12月2日、2013年3月24日のみ担当。2014年6月限りで退社しフリーとなる（ニチエンプロダクション所属）。
- 加藤由香 - 1997年入社。
- 久野誠 - 1975年入社。2012年3月開催まで担当、2017年12月31日付で定年退職しフリーとなる。
- 神山里美 - フリー（ミラックス所属）。
- 五藤文夫 - 本業は構成作家。
- 塩見啓一 - 1984年入社。2019年10月31日付で定年到達。2025年3月16日には高田の代役で担当。
- 戸井康成 - フリー（ブライト所属）、2002年までと2012年12月 - 2013年3月の間担当。
- 中橋かおり - 1994年入社。2008年9月30日限りでアナウンス業務離脱。
- 吉岡直子 - 2010年入社。2024年3月17日と24日に早川の代役で担当した。

## 実況
- 榊原悠介 - 2017年入社。初実況は2021年3月21日。
- 高田寛之 - 2020年12月時点では進行と兼務。
- 西村俊仁 - 2004年入社。2007年12月9日着任。スポーツ部へ異動のため2011年6月で一旦降板していたが2013年12月開催より復帰。

過去の実況
- 伊藤敦基 - 1990年入社。2018年7月2日よりスポーツ部へ異動。
- 角上清司 - 1991年入社。2016年6月30日限りでアナウンス部を離れる。
- 塩見啓一
- 森合康行 - 1991年入社。2010年3月開催限りで実況から離れ、その後編成部へ異動。
- 江田亮 - 2013年入社。初実況は2015年12月13日。2022年12月8日付で退社。

## 解説
MBS制作版と同様に、競馬ブック栗東本社のトラックマンを解説者として迎えている。ただしMBS制作版とは基本的に別の人物が担当する。
- 石井健太郎 - 2023年3月開催から）
- 井上政行 - ※2006年12月開催まで）
- 甲斐弘治 - ※2007年3月開催より2012年12月開催まで、2014年7月にはMBSラジオ制作の同番組に出演）
- 三浦幸太郎 - ※2013年1月開催から2022年12月開催まで）

## 番組内のコーナー
- 12レースを遊ぼう

出演者それぞれが最終12レースの出走馬を1頭ずつ選んでそれぞれ架空の馬主になり、リスナーが誰の馬が優勝するかをFAXで予想し的中した人に抽選で現金5000円が贈られる（的中者がいない場合はキャリーオーバー）。FAXは一人1通で明らかに同一人物と見られる複数の投稿は無効になる。尚、これに応募した人に抽選でプレゼントも贈られる。但し、高松宮記念開催日は最終12レースの出走が遅くなるため（関東主場→関西主場→中京競馬場の順）、対象が高松宮記念になりコーナー名も「高松宮記念を遊ぼう」になる（2012年3月開催まで）。

## 土曜日の「競馬中継」
土曜日は、中京競馬場が全面改修工事に入る直前の2010年4月改編まで自社制作が行われた。『CBC歌謡ベストテン』→『SUPER J Hit's COUNTDOWN』→『土曜天国SUPER』→『ぴかラジ』と続いたCBCラジオ土曜午後ワイド番組の内包コーナーとしてメインレースのみの放送だった。
中京競馬開催時は自社制作、中京非開催で関西の重賞を放送するのであればラジオ関西（AM KOBE→CRK、『サタデー競馬』→『パーフェクト競馬』）からネット、関東主場の重賞競走はラジオ日本（RF、『土曜競馬実況中継』）の実況をCRK経由でネット受けした。しかし2007年まで土曜日の東京競馬場開催だったGIジャパンカップダートは中継されず通常通り関西主場のメインレースのみ中継されていた。特別番組に差し替えられた場合も放送される（野球中継は除く）。
なお土曜日の放送はMBSと日本中央競馬会（JRA）の間で取り交わされている西日本AM各局一括の役務調達契約に含まれておらず、西日本の専門紙ケイバブックが単独でスポンサーに付いていた。このため「競馬中継、競馬専門紙競馬ブックの提供でお送りします」のタイトルコールの後に開催場・レース名を紹介し、開催競馬場へ切り替えていた。中京開催の場合は「中京競馬場、○○アナウンサーです」と振ることがある。レース後は再び開催場とレース名を紹介して終了し、結果は番組内で伝えられる。

中京が改修工事で長期間開催されないことに加え、当時ケイバブックが発局のCRK共々スポンサーを降板したため、2010年3月27日の中京開催をもって土曜日の自社制作を行わなくなった。以後、2012年2月まではCRKから実況のみネットという編成が続いた。

中京競馬場リニューアルオープン初日の2012年3月3日は、15時から1時間枠の編成を組み、他場のメインレースも中継した。しかし翌週からは再び自社制作を行わなくなり、その次の同月17日のファルコンステークス以後、中京の土曜日に重賞が開催される場合、MBSがCRK向けにアナウンサー1人を派遣して自社制作することになった。また同時期に競合の東海ラジオも中京で行われるGIのみに縮小しており、中京圏の民放ラジオ局による土曜日の競馬中継が完全に無くなった。

## イレギュラー放送・その他
- オープニングのタイトルコールは水分貴雅が務める。中京競馬の裏開催時のみエンディングもある。
- 3月開催の3週目か4週目はバンテリンドームナゴヤで行われるドラゴンズのオープン戦(CBC杯と題してテレビ・ラジオ中継が行われる)に差し替えられることが多い（高松宮記念の日に差し替えられた時は野球を中断して実況のみ放送、その場合MBS制作の実況が流れる事がある）。
- 2005年12月18日、中京競馬場が降雪で開催中止になった際はMBS制作版に変更された。また、2006年9月の阪神競馬場の改修工事による中京競馬場での代替開催時は、西日本主場の扱いとなる為MBS制作版を放送（但し、野球に差し替えられた週もあり）。
- 2009年1月は第3場での開催だったが土・日共に自社制作をせず、土曜は通常通り関西主場のメインレース及び関東主場の重賞レースを中継、日曜はレース実況のみMBSにネットした。
- 2010年は中京競馬場の改修工事に伴い開催休止となるため、CBCの自社制作は1～3月の2開催のみ。これ以後、2012年3月に開催が再開するまで、全週MBS制作版をネットした（中日戦のデーゲーム中継開催日は原則除く）。
- 2022年3月の第3場での開催は、日程の都合上中継可能な日が3月13日のみであったため、通常通りMBS制作版のネット受けとし、同番組内で金鯱賞のみ自社実況とした。
- 2024年3月24日のGI高松宮記念は実況のみ、ラジオ日本にネットした。ラジオ日本が同レースをネット受けしたのは2009年以来となる。